# Lamprolepis
Lamprolepis — рід сцинкоподібних ящірок родини сцинкових (Scincidae). Представники цього роду мешкають в Південно-Східній Азії і Океанії.

## Види
Рід Lamprolepis нараховує 7 видів:
- Lamprolepis leucosticta (L. Müller, 1923)
- Lamprolepis nieuwenhuisii (Lidth de Jeude, 1905)
- Lamprolepis smaragdina (Lesson, 1826)

## Етимологія
Наукова назва роду Lamprolepis походить від сполучення слів дав.-гр. λαμπρος — блискучий і λεπις — луска.